# 吴亚鲁
吴亚鲁（1898年12月18日—1939年6月12日），又名吴渊、吴肃，笔名耐若生、陈俊卿，曾化名李汉民、吴野鲁，江苏如东县潮桥镇人。中国共产党早期人物。

## 生平
1916年，吴亚鲁考入如皋师范，毕业后在金沙小学教书。1919年，入南京高等师范学校教育专修科读书，结识了邓中夏、恽代英，参加了少年中国学会、社会主义青年团，并被团中央任命为《先驱》驻宁通讯员及调查员。1922年5月5日上午，吴亚鲁与侯曜主持在南京高等师范梅庵召开了南京地区首次团员代表大会，成立了“中国社会主义青年团南京地方委员会”和“南京马克思学术研究会”，吴亚鲁被推举为主要负责人。1922年暑假，吴亚鲁回到家乡如皋，他联络邀请了旅宁、旅沪、旅京等地求学的如皋籍学生50多人，成立了团体平民社，创办了社刊《平民声》，并任主编。
1923年，吴亚鲁加入中国共产党。毕业后来到徐州。他在徐州的社会职业是江苏省立第三女子师范教员，讲授国文、教育心理学等。他以教员的公开身分为掩护，开展革命工作。
1924年6月1日，他在户部山召开团员大会，成立了徐州第一社会主义青年团支部，担任书记部主任；12月，团支部扩建为团徐州地委，吴亚鲁出任书记。1925年1月26日，他以徐州团组织代表的身分参加了中国社会主义青年团在上海召开的第三次全国代表大会。6月，上海五卅惨案爆发后，他领导党、团员发动群众，积极开展声援活动；他与苏同仁在三女师掀起学潮，赶走了校长；他遵照团中央指示，在团内秘密成立了党支部，由他兼任书记。由于吴亚鲁在三女师驱赶校长的斗争中暴露身份，七、八月间党组织为保护，调他去河南郑州豫丰纱厂从事工人运动。以后调往南京，1926年4月，中共南京地方委员会成立时，他出任宣传委员。
1926年下半年，吴亚鲁受组织派遣参加国民革命军的北伐。到了武汉，在国民革命军第四军第二十四师担任政治部宣传科长。随与苏同仁一起参加南昌起义。同年底，由中共中央派来厦门，吴亚鲁任中共福建临时省委秘书长。1928年8月，被选为临时省委委员，任中共福建省委宣传部长。随后，吴亚鲁以省委巡视员身份到安溪、南安、永春、莆田指导工作，整顿党团组织。同时召开永春县第一次团代会，成立共青团永春县委会，吴亚鲁任共青团永春县委书记，并代理中共永春县委书记。
1929年5月，吴亚鲁回省委工作，增补为省委常委。1930年5月25日，参加厦门破狱斗争。同年8月，省总行动委员会成立时，吴亚鲁任候补执委。不久，调任中共山东省委宣传部长。1937年10月，他奉命到湖南长沙平沙县嘉义镇新四军平江嘉义留守通讯处工作。1939年6月12日，国民政府包围平江嘉义留守处，吴亚鲁在突围中阵亡（平江惨案）。